# Волтер Вінтерботтом
Сер Волтер Вінтерботтом (англ. Walter Winterbottom, * 31 січня 1913, Олдгем — † 16 лютого 2002, Гілфорд) — англійський футболіст, центральний хавбек. По завершенні ігрової кар'єри — футбольний тренер.
Як гравець насамперед відомий виступами за клуб «Манчестер Юнайтед».

## Ігрова кар'єра
У дорослому футболі дебютував 1936 року виступами за команду «Манчестер Юнайтед», кольори якої і захищав протягом усієї своєї кар'єри гравця, що тривала три роки. Вже в сезоні 1937—1938 років Волтер змушений був завершити виступи у зв'язку із захворюванням хребта

## Кар'єра тренера
Розпочав тренерську кар'єру 1947 року, очоливши тренерський штаб збірної Англії. Він став першим її тренером в історії. Під час Олімпійських ігор 1952 року очолював олімпійську збірну Великої Британії.

## Титули і досягнення
- Володар Суперкубка Англії:  1950